# بيدرو بيرانو
بيدرو بيرانو (بالإسبانية: Pedro Peirano) (25 ديسمبر 1971) هو مخرج، كاتب سيناريو، ممثل، فنان ومنتج تلفزيوني من أصل تشيلي وهو كاتب سيناريو فيلم لا الذي كتب قصته أنطونيو سكارميتا وترشح به لجائزة الأوسكار عن كأفضل فيلم بلغة أجنبية في يناير 2013.

## حياته
ولد بيرانو في 25 ديسمبر 1971، عندما كان طفلا، كان يدعي أنه يملك نفس قوى يسوع. درس في مدرسة لوس ساغرادوس كورازون بسانتياغو، حيث عدل منشور التلميذ إل فايكينغ من 1989 إلى 1990. درس الصحافة في جامعة تشيلي، حيث التقى بألفارو دياز، والذي أصبح فيما بعد شريكه في إنشاء شركة إنتاج تلفزيونية أبلابلاك (Aplaplac).
من أقرب الأعمال الفنية إلى بيرانو هو المسلسل الخطة زد (بالإنجليزية: Plan Z) (1997)،الذي شارك في كتابته، والعامل البشري (بالإسبانية: El Factor Humano) (1998)، الذي ساعد في إخراجه مع زميله ألفارو دياز، والذي توج ببجائزة ألتازور الوطنية عام 2000.
في 2000، نشر بيرانو النسخ الأولى من سلسلة صفر خنزير" (بالإسبانية: Chancho Cero)، الذي عرض في مجلة الأطفال الوطنية التشيلية إل ميركوريو.
تجمع بيرانو مع ألفارو دياز من جديد في 2002 من أجل إنشاء شركة الإنتاج التلفزيوني أبلابلاك  (Aplaplac). واحد من مشروعاتهم الأولى نجحت 31 دقيقة (بالإسبانية: 31 Minutos)، الذي عرض في القناة الوطنية التشيلية تي في إن (TVN). حول المسلسل إلى فيلم في 2008، وفاز بجائزة ألتازور لأفضل مخرج وكاتب.
حصل بيدرو على اعتراف دولي ككاتب لفيلم الخادمة (2009)، مع سيباستيان سيلفا، وفيلم لا (2012). أكمل بيدرو هذه الشراكة الناجحة مع سيباستيان سيلفا في 2011، لكتابة وإخراج القطط القديمة (بالإسبانية: Gatos Viejos). فيلم لا الذي تناول استفتاء تأكيد الرئاسة التشيلية، 1988، رشح لجائزة الأوسكار الخامس والثمانون ككأفضل فيلم بلغة أجنبية. كتب بيدرو سيناريو فيلم الشاب والبرية (بالإسبانية: Joven y Alocada) (2012)، الذي فاز بجائزة سيناريو السينما العالمية في 212 في مهرجان صاندانس السينمائي.
في 2012، أصدر بيدرو الرواية المصورة نادي اللعب المفقود (بالإسبانية: El Club de los Juguetes Perdidos).

## فيلموغرافيا

### الإخراج

#### في السينما
- القطط القديمة (2010)، بشراكة مع سيباستيان سيلفا.
- 31 دقيقة (بالإسبانية: 31 Minutos) (2008)، بشراكة مع ألفارو دياز.

#### في التلفزيون
- إجازات توليو وتيم الصغيرة (بالإسبانية: Las vacaciones de Tulio y el pequeño Tim) (2009)، سلسلة أطفال، بشراكة مع ألفارو دياز.
- الدم، العرق والدموع (بالإسبانية: Sangre, sudor y lágrimas) (2004)، سلسلة وثائقية، بشراكة مع ألفارو دياز.
- رسومات برونو كولزويسكي (بالإسبانية: Los dibujos de Bruno Kulczewski) (2004)، سلسلة أطفال، بشراكة مع ألفارو دياز.
- 31 دقيقة (بالإسبانية: 31 Minutos) (2003)، سلسلة أطفال، بشراكة مع ألفارو دياز.
- أنظر لنفسك (بالإسبانية: Mira tú) (2002)، سلسلة صغيرة، بشراكة مع ألفارو دياز.
- أقول ابدأ أقول ابدأ (بالإسبانية: Nunca digas nunca jamás) (1998)، سلسلة وثائقية، بشراكة مع ألفارو دياز.
- العامل البشري (بالإسبانية: El factor humano) (1998)، سلسلة وثائقية كوميدية، بشراكة مع ألفارو دياز.

### كتابة السيناريو

#### في السينما
- لا (بالإسبانية: No) (2012)
- الشاب والبرية (بالإسبانية: Joven y alocada) (2012)
- القطط القديمة (بالإسبانية: Gatos viejos) (2010)
- الخادمة (بالإسبانية: La nana) (2009)
- 31 دقيقة (بالإسبانية: 31 Minutos) (2008)
- الحياة تقتلني (بالإسبانية: La vida me mata) (2007)
- رسومات برونو كولزويسكي (بالإسبانية: Los dibujos de Bruno Kulczewski) (2004)

#### في التلفزيون
- إجازات توليو وتيم الصغيرة (بالإسبانية: Las vacaciones de Tulio y el pequeño Tim) (2009)
- الطفل المقدس (بالإسبانية: Niño santo) (2011)
- 31 دقيقة (بالإسبانية: 31 Minutos) (2003)
- أنظر لنفسك (بالإسبانية: Mira tú) (2002)
- الخطة زد (بالإسبانية: Plan Z) (1997)

### التمثيل

#### في السينما
- 31 دقيقة (بالإسبانية: 31 Minutos) (2008)

#### في التلفزيون
- 31 دقيقة (بالإسبانية: 31 Minutos) (2003)
- الخطة زد (بالإسبانية: Plan Z) (1997)

## الجوائز
- جائزة سيناريو السينما العالمية 2012، مهرجان صاندانس السينمائي، عن القطط القديمة (كاتب).
- جائزة ألتازور كأفضل مخرج تلفزيوني 2004، عن 31 دقيقة (كاتب).[12]
- جائزة ألتازور كأفضل سيناريو 2004، عن 31 دقيقة (كاتب).[13]
- جائزة ألتازور كأفضل مخرج تلفزيوني 2000، عن العامل البشري (مخرج).[14]